# Kopjenica
Kopjenica – wieś w Bośni i Hercegowinie, w Federacji Bośni i Hercegowiny, w kantonie uńsko-sańskim, w gminie Ključ. W 2013 roku liczyła 37 mieszkańców, z czego większość stanowili Serbowie.